# Кут змочування

Кут змочування

Різні випадки змочуваності поверхні

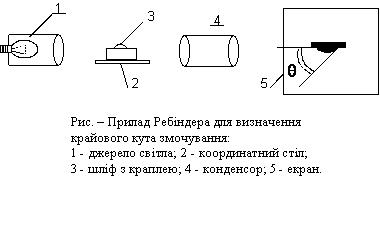

Кут змочування — характеристика змочуваності матеріалу рідиною, кут, утворений краєм краплі рідини на поверхні.
Позначається зазвичай грецькою літерою Θ.
Поверхня змочується рідиною, якщо кут змочування гострий і не змочується, якщо він тупий.
Кут змочування вимірюється за допомогою спеціального гоніометра.

## Визначення крайового кута змочування з допомогою приладу Ребіндера

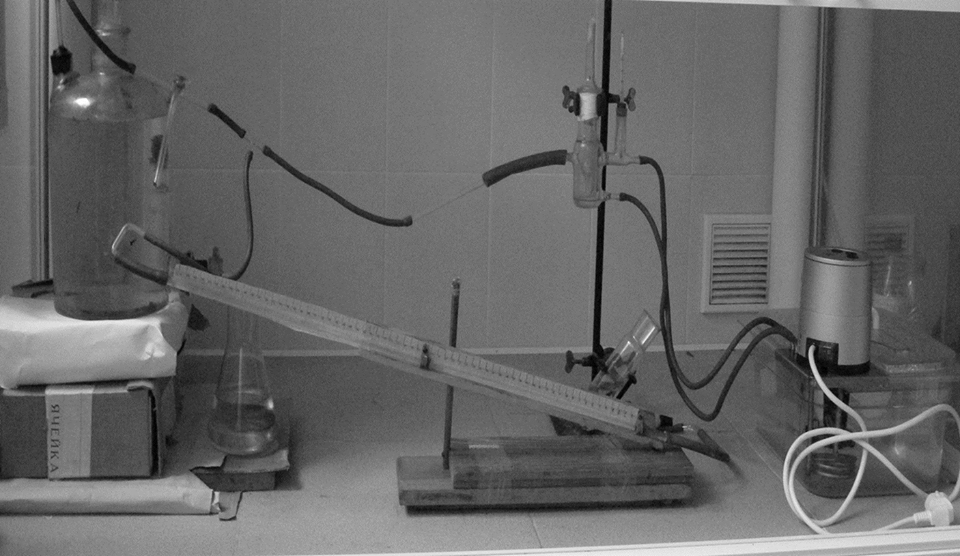
Прилад Ребіндера

Порядок операцій по визначенню крайового кута змочування за допомогою приладу Ребіндера: 
- Взяти шліф мінералу — протерти його поверхню фільтрувальним папером.
- Встановити шліф на координатному столі приладу Ребіндера.
- Увімкнути джерело світла.
- Нанести краплю води на поверхню шліфа.
- Поєднати горизонтальну нитку вимірювального пристрою із зображенням поверхні шліфа, а вертикальну — підвести до крайньої точці границі «рідина—тверде».
- Повертаючи вертикальну нитку вимірювального пристрою доти, поки вона не займе положення дотичної до контуру краплі, виміряти величину крайового кута.
- Для більшої точності провести 3 −5 вимірювань значень крайових кутів, поміщаючи краплю води на різні ділянки поверхні шліфа.

## Рівноважний крайовий кут змочуваності

Змочуваність поверхні твердого при зіткненні трьох фаз (тверде, рідина, газ) характеризується величиною рівноважного крайового кута змочуваності, який являє собою кут, що утворюється поверхнею розділу двох фаз із поверхнею третьої фази. Крайовий кут змочуваності θ  вимірюється у бік рідкої фази. На рис.  наведені крайові кути змочуваності для тіл різного ступеня гідрофобності та різних положень дотичних фаз.
Теоретично величина крайового кута змочуваності θ  може змінюватись від 0о (у випадку абсолютної гідрофільності мінералу, тобто повного змочування поверхні мінералу водою) до 180º (у випадку абсолютної гідрофобності мінералу, тобто повного незмочування поверхні мінералу водою). Крайовий кут змочуваності залежить від сил поверхневого натягу на поверхні розділу фаз. Лінія, по якій поверхня розділу газ-рідина стикається з поверхнею твердого тіла, називається периметром змочування. Розтікання краплі води по поверхні мінералу припиниться при зрівноваженні сил поверхневого натягу.
Менші значення крайового кута змочування відповідають гідрофільним поверхням, які добре змочуються водою. Гідрофобним частинкам, на поверхні яких молекули води утримуються неміцно, відповідають більші значення крайового кута змочування. Таким чином, чим менше змочуваність мінеральної поверхні водою, тим більше ступінь її гідрофобності та величина крайового кута змочуваності. Абсолютно гідрофобні тіла – невідомі. Найбільшою гідрофобністю володіє парафін, крайовий кут якого дорівнює 112о. У більшості випадків практика флотації має справу з мінералами, величина крайових кутів на поверхні яких менше 90о.
Рівноважний крайовий кут змочуваності обчислюється за законом Юнга:
{\displaystyle {\cos \theta ={\frac {\sigma _{23}-\sigma _{13}}{\sigma _{12}}}}},
де {\displaystyle \sigma _{23}}, {\displaystyle \sigma _{13}}, {\displaystyle \sigma _{12}} відповідно поверхневі енергії на межі розділу фаз тверде тіло-газ, рідина-тверде тіло і рідина-газ.
Крайовий кут змочування змінюється від 0 до 180 і складає для вугілля 60-900 і породи 0-100.  Для надгідрофобних матеріалів, наприклад, сажі, крайовий кут змочування сягає значень порядка 150-160о